# Bulbophyllum glebulosum
Bulbophyllum glebulosum är en orkidéart som beskrevs av Jaap J. Vermeulen och James Edward Cootes. Bulbophyllum glebulosum ingår i släktet Bulbophyllum och familjen orkidéer.
Artens utbredningsområde är Filippinerna. Inga underarter finns listade i Catalogue of Life.